# Grödig
Grödig este un oraș-târg în districtul Salzburg-Regiune, landul Salzburg, Austria. Populația sa este de 6.992 de locuitori. Orașul este o destinație populară, fiind la poalele Munților Alpi. Totodată, este cunoscut și pentru echipa de fotbal SV Grödig.

## Politică

### Primarul
Primarul este 	Richard Hemetsberger, ales independent și susținut de ÖVP.

### Consiliul
- ÖVP: 15
- SPÖ: 6
- Verzii: 2
- FPÖ: 2

## Legături externe
- Site oficial al orașului